# The Elusive Chanteuse Show
The Elusive Chanteuise Show Tour foi a nona turnê da cantora e compositora americana Mariah Carey, dando suporte ao seu 14.º álbum de estúdio Me. I Am Mariah... The Elusive Chanteuse. A turnê teve início em Tóquio, Japão no dia 4 de outubro de 2014 e foi concluída em Brisbane, Austrália no dia 16 de novembro de 2014.

## Inicio
Em dezembro de 2012, o empresário atual de Mariah, Randy Jackson, anunciou que Mariah estava planejando uma turnê mundial para o seu próximo álbum. Em maio de 2013, quando a data do álbum ainda estava prevista para o dia 23 de julho de 2013 Mariah anunciou que sairia do American Idol e que daria início a turnê em outubro de 2013 na ásia. Em Junho de 2013 entretanto, Mariah anunciou que não estava pronta para lançar o álbum em Julho portanto a turnê seria adiada.
Subsequentemente Mariah sofreu um acidente em julho de 2013 adiando todos os seus planos.
Em um anúncio oficial pelo site da cantora, Mariah escreveu o seguinte que diz respeito a seus sentimentos e expectativas sobre a turnê: "Eu quero e a espontaneidade e a emoção que eu coloquei neste álbum no palco com os meus fãs" disse Mariah. "Eu não posso parar de escrever músicas então não fique surpreso se você ouvir que eu acabei de escrever na noite anterior do show em sua cidade!". A tour terá início no dia 4 e 6 de Outubro no  Makuhari Messe Arena e na Yokohoma Arena em Tóquio e Yokohoma no Japão respetivamente. As datas seguintes incluem o dia 8 de outubro no Olympic Park, em Seul na Coreia do Sul, dia 10 de outubro no Workers Stadium, dia 12 no  Hongkou Football Stadium na China, estádio Merdeka em Kuala Lumpur, Malásia no dia 22, Estádio Nacional de Singapura no dia 24 e uma performance no dia 28 de outubro no  Mall of Asia Arena em Manila, Filipinas.
Várias datas foram adicionadas para shows na Austrália e Nova Zelândia pelo site oficial de Mariah que começaria em novembro. Mariah irá embarcar em 7 shows durante a turnê, começando no dia 2 de novembro no Sandalford Estate Swan Valley Winery em Perth, depois em Adelaide no  Adelaide Entertainment Centre no dia dia 5 de novembro. Mariah também irá se apresentar em Melbourne no Rod Laver Arena e no Rochford Wines Yarra Valley no dia 7 e 8 de novembro. De lá, ela irá se apresentar em Sydney no Sydney Entertainment Centre no dia 10 de novembro e embarcar em sua primeira viagem para a Nova Zelândia, se apresentando em Brisbane no  Sirroment Wines no dia 16 de novembro.

## Set list
1. "Across 110th Street" (Intro)
2. "Fantasy" (Remix)
3. "Don’t Forget About Us”
4. "Emotions”
5. "Honey" (Remix)
6. "Always Be My Baby"
7. "Thirsty "
8. "Shake It Off"
9. "Meteorite"
10. "Vision of Love"
11. "Cry."
12. "Don’t Explain" (Versão original deBillie Holiday)
13. "My All"
14. "Breakdown"
15. "I Know What You Want"
16. "Babydoll"
17. "Heartbreaker"
18. "The Roof"
19. "#Beautiful"
20. "I'm That Chick"
21. "Supernatural"
22. "I'll Be There|I’ll Be There]]"
23. "We Belong Together"
24. "Hero"
25. "Butterfly Reprise" (Outro)

## Shows
| Data              | Cidade       | País                       | Local                                             | Abertura  | Atendimento     | Rendimento |
| Asia              | Asia         | Asia                       | Asia                                              | Asia      | Asia            | Asia       |
| ----------------- | ------------ | -------------------------- | ------------------------------------------------- | --------- | --------------- | ---------- |
| Outubro 4, 2014   | Tóquio       | Japão                      | Makuhari Messe Arena                              | —         | —               | —          |
| Outubro 6, 2014   | Yokohama     | Japão                      | Yokohama Arena                                    | —         | —               | —          |
| Outubro 8, 2014   | Seoul        | Coreia do Sul              | Parque Olímpico                                   | —         | —               | —          |
| Outubro 10, 2014  | Pequim       | República Popular da China | Workers Stadium                                   | —         | —               | —          |
| Outubro 12, 2014  | Chengdu      | República Popular da China | Chengdu Sports Centre                             | —         | —               | —          |
| Outubro 15, 2014  | Chongqing    | República Popular da China | Chongqing Olympic Sports Center                   | —         | —               | —          |
| Outubro 17, 2014  | Tianjin      | República Popular da China | Tianjin Olympic Center Stadium                    | —         | —               | —          |
| Outubro 19, 2014  | Xangai       | República Popular da China | Hongkou Football Stadium                          | —         | —               | —          |
| Outubro 22, 2014  | Kuala Lumpur | Malásia                    | Stadium Merdeka                                   | —         | —               | —          |
| Outubro 24, 2014  | Kallang      | Singapura                  | Estádio Nacional de Singapura                     | —         | —               | —          |
| Outubro 26, 2014  | Taipei       | Taiwan                     | Taipei World Trade Center Nangang Exhibition Hall | —         | —               | —          |
| Outubro 28, 2014  | Manila       | Filipinas                  | Mall of Asia Arena                                | —         | —               | —          |
| Outubro 30, 2014  | Bangkok      | Tailândia                  | Impact Arena                                      | —         | —               | —          |
| Oceania           |              |                            |                                                   |           |                 |            |
| Novembro 2, 2014  | Perth        | Austrália                  | Sandalford Estate Swan Valley Winery              | —         | —               | —          |
| Novembro 5, 2014  | Adelaide     | Austrália                  | Adelaide Entertainment Centre                     | —         | —               | —          |
| Novembro 7, 2014  | Melbourne    | Austrália                  | Rod Laver Arena                                   | Nathaniel | 6,744 / 6,847   | $642,148   |
| Novembro 8, 2014  | Yarra Valley | Austrália                  | Rochford Wines                                    | —         | 4,509 / 12,000  | $324,481   |
| Novembro 10, 2014 | Sydney       | Austrália                  | Sydney Entertainment Centre                       | Nathaniel | 7,523 / 7,772   | $994,219   |
| Novembro 13, 2014 | Auckland     | Nova Zelândia              | Vector Arena                                      | —         | —               | —          |
| Novembro 16, 2014 | Brisbane     | Austrália                  | Sirroment Wines                                   | —         | 6,071 / 11,000  | $605,781   |
| Total             | Total        | Total                      | Total                                             | Total     | 24,847 / 37,619 | $2,566,629 |